# Scarlat Longhin
Scarlat Longhin (n. 12 august 1899, Dofteana, Bacău – d. 13 martie 1979, București)  a fost un general și medic dermatovenerolog român, membru corespondent al Academiei Române (din 1963).
A fost profesor la Universitatea din București. Cercetările sale cuprind diferite domenii ale dermatovenerologiei, în care a adus contribuții importante, de exemplu tratamentul biologic al dermatomicozelor.
Avea gradul de general-locotenent în 1970.

## Distincții
- Medalia „A cincea aniversare a Republicii Populare Române” (24 decembrie 1952) „pentru lupta și munca duse în vederea făuririi, consolidării și prosperării Republicii Populare Române”[3]
- titlul de „Medic Emerit al Republicii Populare Romîne” (25 august 1954) „pentru merite excepționale și realizări deosebite în domeniul ocrotirii sănătății oamenilor muncii”[4]
- Ordinul „23 August” clasa a IV-a (12 august 1959) „pentru contribuție activă la întărirea regimului democrat-popular”[5]
- Ordinul Meritul Sanitar clasa I (8 aprilie 1970) „pentru merite deosebite în domeniul ocrotirii sănătății populației din țara noastră”.[6]